# 奥特地区比西
奥特地区比西（法語：Bussy-en-Othe，法語發音：[bysi ɑ̃.n‿ɔt]），或纯音译作比西昂诺特，是法国勃艮第-弗朗什-孔泰大区约讷省的一个市镇，属于欧塞尔区。

## 地理
奥特地区比西（48°1'10"N, 3°30'52"E）面积56.5 平方千米，位于法国勃艮第-弗朗什-孔泰大區约讷省，该省份为法国中北部内陆省份，西接卢瓦雷省，西北接塞纳-马恩省，南至涅夫勒省，东临科多尔省，东北与奥布省接壤。
与奥特地区比西接壤的市镇（或旧市镇、城区）包括：维勒谢蒂沃、米热讷、阿尔斯-迪洛、贝勒绍姆、布里永、迪蒙、埃农、茹瓦尼。
奥特地区比西的时区为UTC+01:00、UTC+02:00（夏令时）。

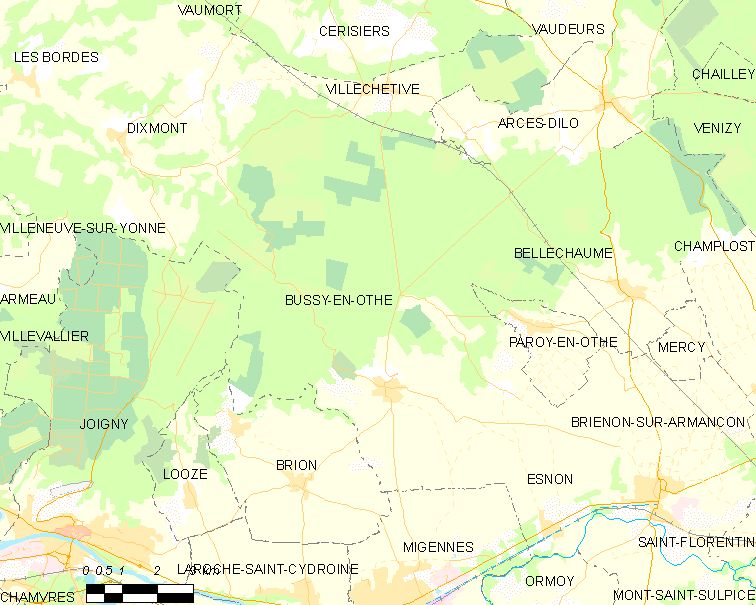
奥特地区比西的OSM定位图

## 行政
奥特地区比西的邮政编码为89400，INSEE市镇编码为89059。

## 政治
奥特地区比西所属的省级选区为米热讷县。

## 人口

1962-2008年间奥特地区比西人口变化图示

奥特地区比西于2022年1月1日时的人口数量为696人。